# Горіх чорний (ділянка № 2)
«Горіх чорний (ділянка № 2)» — ботанічна пам'ятка природи місцевого значення в Україні. Пам'ятка природи розташована на території Чортківського району Тернопільської області, с. Дзвинячка, Мельнице-Подільське лісництво, кв. 65 в. 4, лісове урочище «Дача „Гай”».
Площа — 0,90 га, статус отриманий у 1994 році.